# Dawn Evans
Pour les articles homonymes, voir Evans.
Dawn Evans, née le 30 juin 1989 à Clarksville (Tennessee, États-Unis) est une joueuse américaine de basket-ball.

## Biographie
Remarquée au lycée (2 263 points, 823 passes décisives et 407 interceptions, avec un record 53 points), elle est formée à l'Université de James Madison où elle est une forte scoreuse: 13,5 points 34,4 % d'adresse dont 35,1 % à trois points, 23,8 points 40,1 % d'adresse dont 35 % à trois points, 24,6 points 37,9 % d'adresse dont 33,9 % à trois points et 23,1 points à 35,5 % d'adresse dont 31, % à trois points. Elle établit plusieurs nouveaux records de l'université. En senior, elle est la 3e meilleure marqueuse de NCAA 11e scoreuse à 3 points (3,0). Ses 42 points dépassent de 4 points l'ancien record de Tamera Young, qu'elle avait déjà égalé trois fois. Ses 2 667 points éclipsent également l'ancien record de 2 121 points de Tamera Young. En 2010 et 2011, elle est nommée meilleure joueuse de la Colonial Athletic Association, succédant à Gabriela Marginean.
Elle effectue la pré-saison WNBA 2012 avec le Sun du Connecticut, mais est coupée avant le début de saison. En juillet, elle participe à une sélection all-star qui se rend en Chine pour affronter l'équipe nationale (A et B) dans sa préparation olympique. En août 2012, elle est engagée par les Sparks pour suppléer l'absence de Jenna O'Hea.
Après avoir joué quelques matches en Autriche (6 rencontres à 10,2 points) avec les Flying Foxes de Vienne, sacrés champions, elle signe à Arras, où elle succède à Leilani Mitchell et accompagne les débuts du club vainqueur de la Coupe de France en Euroligue.

## Santé
Attendue entre le 10e et le 20e choix, elle n'est pas draftée, peut-être en raison d'un problème rénal (HSF) semblable à celui dont souffre Alonzo Mourning diagnostiqué dans sa saison junior . Ses reins ne fonctionnent qu'à 20 % de leurs capacités normales, ce qui la force à prendre à un traitement, boire beaucoup d'eau et éviter certains aliments. À 15 %, elle serait inscrite pour attendre une transplantation. En janvier 2014, sa situation de santé se dégrade. Elle quitte Arras pour rejoindre son pays.